# Eureka-Gletscher (Antarktika)
Der Eureka-Gletscher ist ein rund 29 km langer Gletscher mit moderater Hangneigung an der Rymill-Küste des Palmerlands auf der Antarktischen Halbinsel. An der Mündung in den George-VI-Sund ist er 27 km breit. Er wird an seiner Nordflanke durch die südlich des Mount Edgell gelegenen Nunatakker und auf seiner Südflanke durch die Traverse Mountains sowie den Terminus-Nunatak begrenzt. Über den Prospect-Gletscher besteht zudem eine Verbindung zum Wordie-Schelfeis.
Eine erste Vermessung des Gebiets wurde 1936 von Teilnehmern der British Graham Land Expedition (1934–1937) unter der Leitung des australischen Polarforschers John Rymill sowie erneut im Jahr 1948 durch den Falkland Islands Dependencies Survey vorgenommen. Die Namensgebung ist angelehnt an den Archimedes’ beigemessenen Ausspruch „Heureka“ (deutsch: „Ich habe [es] gefunden“) und sollte der Genugtuung der Hundeschlittenmannschaft der British Graham Land Expedition Ausdruck verleihen, über diesen Gletscher 1936 erfolgreich einen Weg zum George-VI-Sund gefunden zu haben.